# Institution for the Formation of Character
Institution for the Formation of Character var en småbarnsskola i det skotska bruksorten New Lanark i grevskapet South Lanarkshire. Skolan var den första småbarnsskolan i Storbritannien. År 1971 blev byggnaden som inrymde skolan ett byggnadsminne. Den är också en del av det 2001 inrättade världsarvet New Lanark. 
I mitten av 1780-talet utökade David Dale (1739-1806) och hans svärson och efterträdare, Robert Owen, textilfabrikskomplexet i New Lanark avsevärt. Owen etablerade då också ett utbildningssystem i New Lanark, som var en viktig del av ortens progressiva profil. Tillsammans med New Lanark School utgjorde Institution for the Formation of Character, invigd 1816, en av pelarna i detta utbildningssystem för alla åldrar. 
Småbarnsskolan disponerade tre rum i byggnaden  samt en inhägnad gård utanför. 
I övrigt fanns i byggnaden bland annat klassrum, skolbibliotek och läsesal, samt en sal för konserter och festligheter, som senare också användes för gudstjänster och som matsal. 
Byggnaden uppfördes på 1810-talet i nyklassisk stil. Byggnaden ligger på en terrasserad tomt och är tre våningar hög på den nordostvända framsidan och fyra våningar hög på baksidan. Byggnaden var ursprungligen symmetrisk, men 1881 tillbyggdes ett maskinhus, som var anslutet till Fabrik nr 3 tvärs över New Lanarks inloppskanal. Denna tillbyggnad har brutit byggnadens symmetri. 
Murverket består av oregelbundet huggna stenblock i olika storlekar, inbyggda i ett lager av murverk. Entréportalen har en dorisk portik. Taket är täckt med grå skiffer. 
Idag inrymmer byggnaden New Lanarks besökscentrum.